# Atraf-i-balda
Atraf-i-balda (Suburbis de la ciutat) fou el nom d'un districte d'Hyderabad sota el govern del nizam fins al 1950. Posteriorment es va transformar en el districte d'Hyderabad Rural a Andhra Pradesh i finalment va agafar el nom de districte de Rangareddy (de vegades escrit Ranga Reddy) per Konda Venkata Ranga Reddy, un patriota hindú i partidari de la separació de Telingana del domini del nizam. Actualment té una superfície de 7.493 km²,i una població de 3.575.064 habitants (2001). La superfície el 1901 era de 8.803 km² incloent la ciutat d'Hyderabad i rodalia que ocupava 67 km². D'aquesta superfície 5.283 km² eren terres de la corona i la resta jagirs. El nombre de pobles del districte era de 847 (incloent-hi els pobles dels jagirs). La població del districte, exclosa Hyderabad era: 
- 1881 de 355.787 habitants
- 1891 de 389.784 habitants
- 1901 de 420.702 habitants

El 87% eren hindús i el 86% eren de parla telugu.
El districte estava dividit des de 1866 en tres subdivisions, cinc talukes i una subtaluka (aquesta darrera agregada el 1895 a la mort del jagirdar sense hereus, fins llavors era un jagir), i els jagirs.
- Primera subdivisió (talukdar segon)
  - Medchal
  - Jukal (subtaluka)
- Segona subdivisió (talukdar tercer)
  - Asafnagar
  - Patlur
- Tercera subdivisió (primer talukdar)
  - Ambarpet
  - Shahabad
- jagirs (396 pobles i 156.000 habitants)

El primer talukdar supervisava als altres dos i a més era el cap de la policia. Cada taluka tenia un tahsildar i la subtaluka un naib-tahsildar. Els jagirs estaven administrats pels seus jagirdars.

## Geografia
Muntanyes destacades eren la serralada de Rajkonda, la de Anantagiri, el turó de Maula All, a la vora de la ciutat d'Hyderabad, i la Roca Golconda i la Roca Negra a Trimulgherry.
Riu principal el Musi que regava tres talukes del districte passant per Hyderabad; altres rius el Manjra, el Sakalvani (afluent del Musi), el Haldi o Paspaver (afluent del Manjra) i el Deo (també afluent del Manjra).

## Història
Formà part del territori dels Kakatya de Warangal (1150-1325) però després va passar als musulmans i el governador es va fer independent el 1512 i des de llavors pertanyé a la dinastia kutubshàhida de Golconda fins a la conquesta d'Aurangzeb al segle XVII. El governador (nizam) del Dècan es va fer independent al segle XVIII i des de llavors va fer part dels dominis del nizam coneguts com a Hyderabad (o Haiderabad o Hayderabad). Va patir severes escassetats sense arribar a la fam més dura, el 1896, 1897, 1899, 1901, i 1902.

## Jaciments arqueològics
- Fortalesa de Golkonda o Muhammadnagar, a 8 km a l'oest d'Hyderabad (ciutat)
- Tombes dels kutubshàhides a la vora de la fortalesa de Golkonda
- Temples de Maisaram a 15 km al sud d'Hyderabad (ciutat)